# Cambridge (Vermont)
Cambridge ist eine Town im Lamoille County des Bundesstaates Vermont in den Vereinigten Staaten mit 3839 Einwohnern (laut Volkszählung von 2020).

## Geografie

### Geografische Lage
Cambridge liegt im Westen des Lamoille Countys, in einem rauen Gebirgsteil der Green Mountains und wird vom Lamoille River in westlicher Richtung durchflossen. Der höchste Berg Vermonts, der 1339 m hohe Mount Mansfield, liegt im Südosten, im Mount Mansfield State Forest, teilweise auf dem Gebiet der Town.

### Nachbargemeinden
Alle Entfernungen sind als Luftlinien zwischen den offiziellen Koordinaten der Orte aus der Volkszählung 2010 angegeben.
- Norden: Enosburgh, 26,5 km
- Nordosten: Lowell, 34,0 km
- Osten: Johnson, 12,0 km
- Südosten: Morristown, 20,0 km
- Süden: Waterbury, 34,0 km
- Südwesten: Essex, 20,0 km
- Westen: Fairfax, 14,0 km
- Nordwesten: Fletcher, 9,0 km

### Stadtgliederung
Die Hauptsiedlungen sind die Villages Jeffersonville und Cambridge Village. Cambridge ist überwiegend landwirtschaftlich ausgerichtet.

### Klima
Die mittlere Durchschnittstemperatur in Cambridge liegt zwischen −11,67 °C (11 °Fahrenheit) im Januar und 16,1 °C (61° Fahrenheit) im Juli. Damit ist der Ort gegenüber dem langjährigen Mittel der USA um etwa 9 Grad kühler. Die Schneefälle zwischen Mitte Oktober und Mitte Mai liegen mit mehr als zwei Metern etwa doppelt so hoch wie die mittlere Schneehöhe in den USA. Die tägliche Sonnenscheindauer liegt am unteren Rand des Wertespektrums der USA, zwischen September und Mitte Dezember sogar deutlich darunter.

## Geschichte
Cambridge wurde am 7. November 1780 durch Gouverneur Benning Wentworth mit einer Fläche von 23.533 acres (etwa 952 Hektar) zur Besiedlung ausgerufen und am 13. August 1781 einer Gruppe von 67 Siedlern und deren Familien zugesprochen. Die erste Besiedlung wird für 1783 vermerkt, die konstituierende Stadtversammlung fand am 29. März 1785 statt.

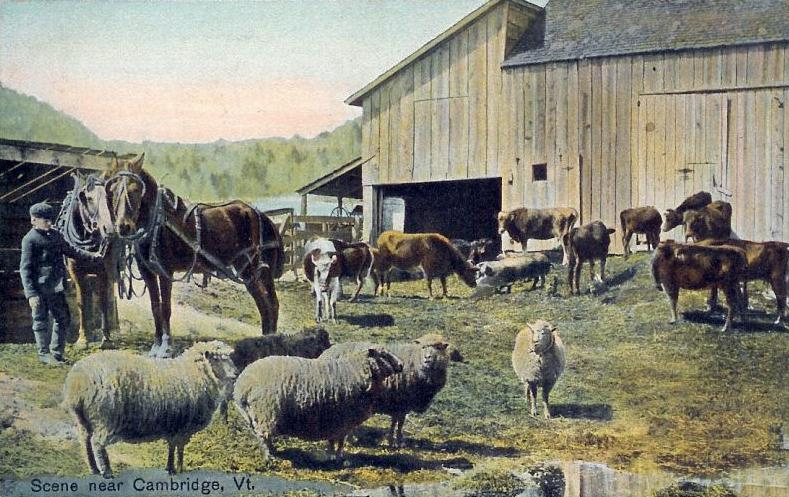
Farm bei Cambridge etwa 1908

Die Fläche der Gemeinde wuchs durch zwei Übernahmen von Gebieten angrenzender Towns: Zum einen wurde am 30. Oktober 1828 der westliche Part von Sterling in einer Breite von etwa 3,5 km (2 Meilen) dem Gebiet Cambridges zugeschlagen, zum anderen wurden die Gebiete Fletchers, die südlich des Lamoille Rivers lagen, am 1. November 1841 zu Cambridge eingegliedert. Die Fläche der Gemeinde wuchs durch diese beiden Zuwächse um etwa 40 % auf 32.721 acres (ca. 13.241 Hektar) an. Zu jenem Zeitpunkt war sie damit die flächengrößte Town Vermonts; heute liegt sie auf Platz drei. Weitere Flächen wurden nach dem Bürgerkrieg ergänzt.
Die Anzahl der Bürger der Stadt, die im Amerikanischen Bürgerkrieg auf Seiten der Nordstaaten kämpften, ist nicht genau bekannt, weil die Freiwilligen der Mobilmachung von 1861 nicht in den Akten der Stadt registriert wurden; der Zulauf soll aber beträchtlich gewesen sein. Dies verhielt sich bei der zweiten Mobilmachung von 1862 anders: da sich zu wenige Männer freiwillig gemeldet hatten, um die geforderte Quote zu erreichen, entschloss sich die Town, Handgelder für Freiwillige auszuzahlen, die durch Bürger, die sich vom Dienst freikauften, finanziert wurden. Erst in diesem Zusammenhang wurden von der Stadt Kriegsteilnehmer-Listen geführt. Demnach wurden 215 Soldaten seit der 2. Mobilmachung bis zum Ende des Bürgerkrieges eingezogen; davon starben 37 auf dem Schlachtfeld oder in Kriegsgefangenschaft; 41 wurden wegen Kriegsverletzungen vorzeitig aus dem Militärdienst entlassen. Auch die Höhe der Handgelder ist überliefert; sie stiegen von 75 $ im Jahr 1862 auf bis zu 500 $ zu Ende des Krieges. Insgesamt flossen mehr als 33.000 $ Handgeld an 114 Soldaten aus Cambridge.
Die Zeiten nach dem Bürgerkrieg veränderten die Strukturen der Gemeinde nur unwesentlich. Weder siedelten sich nennenswerte Industriebetriebe an noch änderten die Arbeitsbeschaffungsmaßnahmen der Weltwirtschaftskrise von 1929 die auf landwirtschaftliche Produktion ausgerichtete Struktur der Gemeinde. Auch Tourismus ist, anders als im benachbarten Stowe, weitgehend ausgeblieben, obwohl der Hauptort der Gemeinde, Jeffersonville, zu Füßen des Mount Mansfield mit seinen Skigebieten liegt. Die ursprünglich weit verbreitete Schafzucht wurde zwischen 1840 und 1870 nahezu komplett auf Milchviehwirtschaft umgestellt, die bis heute die Hauptindustrie der Gemeinde darstellt.
Der Bahnhof von Cambridge lag an der von 1877 bis 1938 betriebenen Bahnstrecke Burlington–Cambridge Junction.

### Religion
In Cambridge sind zwei Kirchengemeinden angesiedelt: eine römisch katholische sowie eine Niederlassung der United Church of Christ, die in Jeffersonville angesiedelt ist.

### Einwohnerentwicklung
| Jahr      | 1700 | 1710 | 1720 | 1730 | 1740 | 1750 | 1760 | 1770 | 1780 | 1790 |
| --------- | ---- | ---- | ---- | ---- | ---- | ---- | ---- | ---- | ---- | ---- |
| Einwohner |      |      |      |      |      |      |      |      |      | 359  |
| Jahr      | 1800 | 1810 | 1820 | 1830 | 1840 | 1850 | 1860 | 1870 | 1880 | 1890 |
| Einwohner | 733  | 990  | 1176 | 1613 | 1790 | 1849 | 1784 | 1651 | 1750 | 1689 |
| Jahr      | 1900 | 1910 | 1920 | 1930 | 1940 | 1950 | 1960 | 1970 | 1980 | 1990 |
| Einwohner | 1606 | 1696 | 1593 | 1402 | 1383 | 1435 | 1295 | 1528 | 2019 | 2667 |
| Jahr      | 2000 | 2010 | 2020 | 2030 | 2040 | 2050 | 2060 | 2070 | 2080 | 2090 |
| Einwohner | 3186 | 3659 | 3839 |      |      |      |      |      |      |      |

## Wirtschaft und Infrastruktur

### Verkehr
Die Verkehrsanbindung der Gemeinde erfolgt über die Vermont Route 108, die umliegende Towns in Nord-Süd-Richtung anbindet, sowie die Vermont Route 15, die eine Ost-West-Achse bildet. Beide Straßen kreuzen sich in Jeffersonville.

### Öffentliche Einrichtungen
Es gibt kein Krankenhaus in Cambridge. Das nächstgelegene Hospital ist das Copley Hospital in Morrisville.

### Bildung
Cambridge gehört mit Belvidere, Eden, Hyde Park, Johnson und Waterville zur Lamoille North Supervisory Union. Die Cambridge Elementary School bietet Klassen von Pre-Kindergarten bis zum fünften Schuljahr. Weiterführende Schulen in dem Schulbezirk sind die Lamoille Union Middle School und die Lamoille Union High.
Die Varnum Memorial Library befindet sich an der Main Street in Jeffersonville.

## Persönlichkeiten

### Söhne und Töchter der Stadt
- Harmon Northrop Morse (1848–1920), Chemiker, Entdecker des Paracetamol und Erforscher des osmotischen Drucks